# Marc Alcoba
Marc Alcoba (* 1. September 2000 in Tarragona) ist ein spanischer Motorradrennfahrer.

## Statistik

### In der Motorrad-Weltmeisterschaft
(Stand: Großer Preis von Spanien 2022, 1. Mai 2022)
| Saison | Klasse | Team                | Motorrad | Rennen | Siege | Zweiter | Dritter | Poles | Schn. Runden | Punkte | Ergebnis |
| ------ | ------ | ------------------- | -------- | ------ | ----- | ------- | ------- | ----- | ------------ | ------ | -------- |
| 2022   | MotoE  | OpenBank Aspar Team | Energica | 2      | –     | –       | –       | –     | –            | 7      | 13.      |
| Gesamt | Gesamt | Gesamt              | Gesamt   | 2      | 0     | 0       | 0       | 0     | 0            | 7      |          |

### In der Supersport-Weltmeisterschaft
| Saison | Team             | Motorrad       | Rennen | Siege | Zweiter | Dritter | Poles | Schn. Runden | Punkte | Ergebnis |
| ------ | ---------------- | -------------- | ------ | ----- | ------- | ------- | ----- | ------------ | ------ | -------- |
| 2021   | Yamaha MS Racing | Yamaha YZF-R 6 | 11     | –     | –       | –       | –     | –            | 40     | 16.      |
| Gesamt | Gesamt           | Gesamt         | 11     | 0     | 0       | 0       | 0     | 0            | 40     |          |